# Вилет
Вилет је роман који је 1853. године написала енглеска ауторка Шарлота Бронте. Након породичне катастрофе, главна јунакиња Луси Сноу путује из родне Енглеске у измишљени град Вилет, у коме се говори француски језик, да би предавала у женској школи. Вилет је трећи и последњи роман Шарлоте Бронте; претходили су му Професор, Џејн Ејр и Ширли.

## Биографија писца
Године 1842. Шарлота Бронте, са 26 година, отпутовала је у Брисел, Белгију, са сестром Емили. Тамо су отишле у интернат који су водили господин и госпођа Константин Хегер. У замену за школарину, Шарлота је предавала енглески, а Емили је подучавала музику. Након што је њихова тетка Елизабет Бренвел умрла у октобру 1842. године, сестре су биле приморане да напусте интернат. Елизабет се вратила породици Бронте како би бринула о деци након смрти њихове мајке Марије Бронте. Шарлота је тада правила материјал за свој први (мада неуспешан) роман Професор . Након што га је неколико издавача одбило, Бронте је прерадила материјал и учинила га основом „Вилета”. Већина историчара књижевности верује да је лик Пола Емануела уско заснован на лику господина Хегера. Штавише широко је познато да је лик Грејема Бретона настао по узору на њиховог издавача Џорџа Мурија Смита

## Место
Радња романа је на почетку смештена на селу у Енглеској, а касније прати Луси Сноу до измишљеног белгијског града Вилета, у којем се одвија већина радње. Вилет је осмишљен по узору на град Брисел и постављен је у измишљено краљевство Лабасекур (по узору на Белгија). „la bassecour” је француска реч за фарму.

## Ликови
- Луси Сноу: приповедач и главни лик  Вилета. Мирна, самопоуздана, интелигентна 23-годишњакиња. Као што госпођица Џиневра Фаншејв тврди, Луси „нема атрактивних достигнућа — нема лепоте”. Изгледа да нема живе родбине. Иако обично уздржана и самоконтролисана, Луси има снажна осећања и наклоности према онима које стварно цени. Чак се искрено брине за тврдоглаву Џиневру, мада на груб начин. Она је чврста протестанткиња и осуђује римокатолицизам као лажно („Бог није са Римом”).

- Пoл Емануел: плаховит, аутократски професор у интернату госпође Бек, који је такође њен рођак. Луси воли његове добре особине. Великодушан је; он радо даје Луси тајне поклоне. Љубазан је има велико срце, што показује тако што финансијски издржава баку своје преминуле веренице Јустине Мери, заједно са својим бившим учитељем и слугом. Он је католик и покушава да Луси, протестанткињу, преобрази у католицизам, али не успева. На крају романа снажно се наговештава да је погинуо у бродолому.

- Др Џон Грејем Бретон: згодан, млади енглески господин који је лекар. Син је Лусине куме, госпође Бретон. Описују га као „веселог”, „доброћудног” и „расположеног”. Луси у младости није показивала посебну наклоност према њему. Међутим, када се поново сретну десет година касније, њихово пријатељство је процветало, а Луси потајно почиње да негује наклоност према њему. Он, међутим, не враћа ту наклоност и назива је „тихом Луси Сноу” и „бићем увредљивим као сенка”. У почетку он има страст према Џиневри Фаншејв, коју она третира као нешто што је „понекад за забаву”. Њена љубав према новцу и ругање према госпођи Бретон коначно угаси његову љубав, а он се затим заљубљује у Поли. На крају се венчају. Луси побеђује своју љубав према њему и закопава сва његова писма говорећи: „Лаку ноћ, др Џон; добри сте, прелепи сте, али нисте моји. Лаку ноћ, и Бог вас благословио!”

- Госпођа. Бретон: Мајка др Џона Грејема Бретона и Лусина кума. Она је удовица, лепа, очувана, али за Енглескињу поприлично црномањаста жена.

- Полин Хоум / грофица Паулина Мари де Басомпири: 17-годишња девојчица из Енглеске која је рођака Џиневре Фаншејв. Први пут је упознајемо као малу девојчицу, која сви зову Поли. Као дете, веома је волела Грејема Бретона. Одраста у прелепу младу даму која је нежна и интелигентна. Након поновног сусрета са Грејамом, њихово пријатељство се развија у љубав и они се на крају венчају. Она је помало поносна. Луси описује да је грађена као модел и да изгледа као лутка. Она и Луси су у пријатељским односима. Иако је Луси често тешко због Полинине везе са Грејамом, она гледа на њихову срећу без задршке.

- Гроф де Басомпири: Полинин отац, који је наследио своју племениту титулу у последњих неколико година. Он је осетљив и промишљен [гроф] који воли своју ћерку. Кад сазна за Полинину везу са Грејемом реагује јако негативно и одлучан је да их растави. Сматра је дететом и назива је својим „малим благом” или „малом Поли”. Коначно препушта Полин Грејему са речима: „Нека се Бог опходи с вама као што се ви односите према њој!”

- Џиневра Фаншејв: Лепа, али плитка и уображена 18-годишња девојка из Енглеске, ведрог, безбрижног темперамента. Она је непоправљива кокета и ужива у флерту. Она је ученица у интернату госпође Бек, и њена успутна примедба: „Волела бих да дођете код Госпође Бек: она жели енглеску гувернанту, или ју је бар желела пре два месеца”, која је навела Луси да оде у Вилет. Упркос Џиневриним грешкама, Луси негује одређену наклоност према њој. Џиневра сматра Луси „саркастичном, ироничном и циничном”, називајући је „старом дамом”, „драгом крилатицом”, а најчешће „ Тимоном” (по Грцима мизантропима који су живели током 5. века пре нове ере). На крају бежи са човеком по имену гроф Алфред де Хамал и одржава везу са Луси путем писама.

- Госпођа Бек: Власница и директорка интерната за девојке у коме је Луси запослена. Ниска је и стамена, али не непривлачна. Њен тен је свеж и румен, са бојама, али не и текстурама младости. Очи су јој плаве и спокојне; „Изгледала је добро, иако мало буржујски …” Била је практична и одличан администратор. Луси је описује речима, „Она није имала жељу да буде дирана: то ју је подсећало где је немоћна и мртва.” Луси је даље описује као „мудру, чврсту, верну; тајновиту, лукаву, неустрашиву; строгу и неумољиву; оштру и безосећајну — савршено уређену — шта би се више могло пожелети?” Изгледа да у почетку била привучена Грејамом, али то брзо умире и она затим покушава да се уда за господна Пола Емануела. Чини све што је у могућности да раздвоји Пола и Луси.

## Радња
Вилет  започиње са својом чувено пасивном главном јунакињом, Луси Сноу, старом 14 година, која борави у кући своје куме госпође Бретон у  чистом и древном градићу Бретону  у Енглеској. Такође, тамо су и син госпође Бретон, Џон Грејем Бретон (кога породица зове Грејам), и млада посетитељка, Полин Хоум (коју сви зову Поли). Поли је необична девојчица која ускоро развија дубоку преданост Грејему, који је обасипа пажњом. Али Полина посета је прекинута када је отац позове да живи са њим у иностранству.
Из разлога који нису наведени, Луси напушта дом госпође Бретон неколико недеља након Полиног одласка. Пролази неколико година током којих породична трагедија оставља Луси без породице, куће или средстава. Након почетног оклевања, запослила се као неговатељица госпођице Марчмонт, жене са реумом која не може да хода. Луси се убрзо навикла на свој рад и почела је да осећа задовољство у свом тихом стилу живота.
Током вечери у којој се дешавају драматичне промене времена, госпођа Марчмонт враћа сву енергију и поново се осећа младолико. Она дели с Луси своју тужну љубавну причу која се десила пре 30 година и закључује да би требало да се боље опходи према Луси и да буде боља особа. Верује да ће је смрт поновно ујединити са њеним мртвим љубавником. Следећег јутра Луси проналази госпођицу Марчмонт мртву.
Луси напушта енглеско село и одлази у Лондон. Са 23 године укрцала се на брод за Лабасекур (Белгија), упркос слабом познавању француског језика. Путује у град Вилет, где се запошљава као (дадиља) у интернату за девојке госпође Бек (за ову се школу сматра се да је заснована на Хегерсовом интернату). После неког времена је ангажована да предаје енглески у школи, поред чувања троје деце госпође Бек. Она успева упркос сталном надзору особља и студената госпође Бек.
„Др Џон”, згодни енглески лекар, често посећује школу због своје љубави према кокети Џиневри Фаншејв. У једном од познатих заплета Вилета открива се да је „Др Џон” заправо Џон Грејем Бретон, чињеница коју је Луси знала, али коју је намерно сакрила од читатеља. Након што доктор Џон (тј. Грејем) открије Џиневрино недостојност, он скреће пажњу на Луси и они постају блиски пријатељи. Она веома цени то пријатељство упркос уобичајној емоционалној резерви.
У овом тренутку поново се срећемо са Поли (Паулина Хоум); њен отац је наследио титулу „де Басомпири” и сада је гроф. Тако јој је сада име Паулина Хоум де Басомпири. Поли и Грејем убрзо откривају да су се познавали у прошлости и обновљају своје пријатељство. Заљубљују се и на крају се венчају. Луси постаје све ближа колеги, плаховитом, аутократском професору Полу Емануелу, рођаку госпође Бек. Луси и Пол се на крају заљубе.
Међутим, група заверених антагониста, укључујући госпођу Бек, свештеника Пјера Силаса и родбину већ годинама мртве веренице господина Пола ради на томе да их раздвоји уз образложење да није могућа заједница католика и протестаната. Коначно успевају да присиле на одлазак господина Пола у Западну Индију да надгледа плантажу. Ипак, пред одлазак он изјављује своју љубав Луси и уређује јој самосталан живот као директорке своје дневне школе коју ће касније проширити у (интернат).
Током романа, Луси има три сусрета са ликом [монахиње] — који може бити дух часне сестре која је сахрањена жива на имању школе као казна за прекршении завет чедности. Касније открива да је то била маска коју је носио Џиневрин љубавник, Алфред де Хамал. Епизоде са часном сестром без сумње су значајно допринеле репутацији романа као готичког.
Крај „Вилета” је нејасан. Иако Луси каже да жели да остави читатеља слободним да замисли срећан крај, снажно наговештава да је брод господина Пола уништила олуја током повратка из Западне Индије. Сугерише се да га је уништио „анђео олује”.

## Теме
„Вилет” се не истиче толико радњом колико својим проницљивим праћењем Лусине психологије. Роман, смештен у готском окружењу истовремено истражује теме изолације, удвостручења, расељавања и субверзије и њихов утицај на психу главне јунакиње. Вилет се понекад слави као средство испитивања родних улога и репресије. У  Лудој жени на тавану, критичари Сандра Гилберт и Сузан Губар су тврдиле да је лик Луси Сноу делом базиран на Песмама о Луси Вилијама Вордсворта. . Неки критичари су истраживали питања Лусииног психолошког стања у смислу онога што они називају „патријархалнe конструкције” које чине њену културну позадину. „Вилет” такође истражује изолацију и међукултурални сукоб у Лусиним покушајима да савлада француски језик, као и сукобима између њеног енглеског протестантизма и католицизма. Њено порицање католицизма је непоштедно : нпр. „Бог није са Римом.”

## Критички пријем
- „Вилет  је још дивнија књига од  Џејн Ејр . Постоји нешто готово натприродно у њеној моћи.” — Џорџ Елиот
- „Постоји тако мало књига и толико свезака. Међу неколико стоји Вилет .” — Џорџ Хенри Луис
- „То је њен најфинији роман. Сва њена сила, а она је страснија због устезања, прелази у тврдње: Волим. Мрзим. Патим.” — Вирџинија Вулф
- Новинарка  Daily Telegraph-a Луси Хогс-Халет тврди да је „Вилет” боља од најпознатијег дела Шарлоте Бронте „Џејн Ејр.” „Она каже да је роман” задивљујући комад, књига у којој се фантазмагорички постављени делови наизменично мењају са одломцима минутног психолошког истраживања и у којој се чудесно флексибилне прозе пробијају између сардонистичке духовитости и тока свести, у којој се синтакса савија и тече и прети да се потпуно растопи у топлини лудила, халуцинацијама изазваним дрогом и очајничке жеље..[3]